# 魚が食べたい!〜地魚さがして3000港〜
『魚が食べたい!〜地魚さがして3000港〜』（さかながたべたい じざかなさがしてさんぜんこう）は、BS朝日で毎週水曜日の21:00〜21:54に放送される、魚の番組。2020年10月14日放送開始。

## 概要
魚を大好物とするディレクターが、日本各地の漁港、市場、店舗などを突撃取材して、現地でしか食べることのできない味覚を捜しつつ、そのビデオを見ながら山口智充がMCを務める、ドキュメンタリー風のバラエティ番組である。
日本周辺に生息する魚が4千種以上と言われる中、東京に入荷されるのは400種程度であり、一般的に知られていない魚が非常に多いことから、市場にあまり出回らない希少な魚を求めることを趣旨とする。3回の単発放送を経て、2020年10月に新番組としてレギュラー化した。

## 出演者
- 山口智充（MC）[4]
- 平野文（ナレーション）[6]
- 津野ディレクター（歯がないディレクター）
- 小南ディレクター（日本さかな検定準１級ディレクター）
- 薮原ディレクター（魚と鉄道大好きディレクター）
- 前田ディレクター（なにかと運がない残念なディレクター）
- 坪内ディレクター
- 大濱ディレクター（女性：食いしん坊ディレクター）
- 木崎ディレクター
- 後藤ディレクター（女性：矢沢永吉ファン）
- 河野ディレクター（筋トレ大好きディレクター）
- 繁澤ディレクター
- 石原ディレクター

## 番組テーマ曲
- BO GUMBOS 「時代を変える旅に出よう」